# Jewgienij Tiurniew
Jewgienij Igoriewicz Tiurniew, ros. Евгений Игоревич Тюрнев (ur. 8 kwietnia 1997) – rosyjski tenisista.

## Kariera tenisowa
W karierze zwyciężył też w jednym singlowym turnieju cyklu ATP Challenger Tour. Ponadto wygrał trzynaście singlowych oraz jedenaście deblowych turniejów rangi ITF.
W 2015 roku, podczas Uniwersjady, wraz z Asłanem Karacewem, zdobył brązowy medal w grze drużynowej. 
W rankingu gry pojedynczej najwyżej był na 293. miejscu (15 marca 2021), a w klasyfikacji gry podwójnej na 291. pozycji (30 kwietnia 2018).

### Zwycięstwa w turniejach ATP Challenger Tour w grze pojedynczej
| Końcowy wynik | Nr | Data          | Turniej    | Nawierzchnia  | Przeciwnik | Wynik finału |
| ------------- | -- | ------------- | ---------- | ------------- | ---------- | ------------ |
| Zwycięzca     | 1. | 14 marca 2021 | Petersburg | Twarda (hala) | Kacper Żuk | 6:4, 6:2     |